# Giuseppe Valentini
Giuseppe Valentini (14. prosince 1681 – listopad 1753), přezdívaný Straccioncino (Otrhánek), byl italský houslista, malíř, básník a hudební skladatel.

## Život
Hudbu studoval u Bononciniho v Římě mezi roky 1692 a 1697. V letech 1710 až 1727 sloužil jako hudebník ve šlechtických službách. Roku 1710 se stal Corelliho nástupcem jako kapelník při kostele San Luigi dei Francesi v Říme, kde působil do roku 1741.

## Dílo

### Instrumentální skladby
- 12 Sinfonie op. 1 (1701)
- 7 Bizzaria per camera op. 2 (pro dvoje housle, violu a basso continuo, 1703)
- 12 Fantasie musicali op. 3 (pro dvoje housle a basso continuo, 1706)
- 7 Idee per camera op. 4 (pro housle a basso continuo, 1706)
- 12 Sonate a tre (Villeggiature armoniche) op. 5 (1707)
- 7 Concerto a Quattro Violini (Concerti grossi) op. 7 (1710)
- 12 Allettamenti per camera op. 8 (1714)
- 7 Concerti (pro dvoje housle, 2 lesní rohy a Basso continuo)

### Opery
- La finta rapita (1714 Cisterna)
- La costanza in amore (1715 Cisterna)

### Oratoria
- Cantata per la natività della Beatissima Vergine (Son l'origine di tutti) (1723, Rome)
- Cantata in lode di Benedetto XIII (Amica e cara fede) (1724, Rome)